# رومر (موسیقی‌دان)
رومر (به انگلیسی: Rumer) با نام اصلی سارا جویس (به انگلیسی: Sarah Joyce)(زاده ۳ ژوئن ۱۹۷۹) خواننده و ترانه‌سرا انگلیسی است.